# Indian Justice Party
Indian Justice Party, politiskt parti i Indien. Partiets ordförande är Udit Raj. Udit Raj är även ordförande för All India Confederation of SC/ST Organisations. Partiet kämpar för daliternas rättigheter. Partiet arbetar bl.a. för kvoteringar för daliter inom den privata sektorn.
I valet till Lok Sabha 2004 lanserade partiet 29 kandidater. Udit Raj fick 6 267 röster (1,2%) i Hardoi.
Partiets ungdomsförbund heter Indian Justice Party Yuva Manch.